# NGC 6056
NGC 6056 = IC 1176 ist eine 14,1 mag helle, linsenförmige Galaxie vom Hubble-Typ SB0/a im Sternbild Herkules am Nordsternhimmel. Sie ist schätzungsweise 531 Millionen Lichtjahre von der Milchstraße entfernt und hat einen Durchmesser von etwa 140.000 Lichtjahren. Die Galaxie gilt als Mitglied des Herkules-Galaxienhaufens Abell 2151.
Im selben Himmelsareal befinden sich u. a. die Galaxien NGC 6044, NGC 6053, NGC 6054, IC 1182.
Das Objekt wurde am 8. Juni 1886 vom US-amerikanischen Astronomen Lewis A. Swift entdeckt. Swifts Beobachtung zwei Jahre später, mit identischer Beschreibung an gleicher Position, wurde vom dänischen Astronomen Johan Dreyer nicht als Duplikat erkannt und führte unter IC 1176 zu einem Eintrag im Index-Katalog.